# Smithers-Oasis
Smithers-Oasis är det bolag som tillverkar Oasis (Oasis Floral Foam). Det grundades av Vernon Lewis (V.L.) Smithers (1890–1973) 1954. Utöver själva oasis i olika former tillverkas även tillbehör.
Smithers drev V.L. Smithers Laboratories som testade material för däck- och batteriindustrierna i Akron i Ohio. På 1950-talet arbetade bolaget för Union Carbide Company. Ett poröst material, stickmassa, hade tagits fram men varken Union Carbide eller något annat bolag såg någon användning för det. Smithers kom då på idén att utveckla en produkt för blomsterarrangemang och tog fram Oasis. 1953 startades den första produktionsanläggningen i Kent i Ohio. Bolaget bildades året därpå, 1954. Oasis har kommit att möjliggöra formgivning av blomsterarrangemang och underlätta bevattningen.
1963 startade den första fabriken utanför Nordamerika i Danmark.